# Håvard Hegre
Håvard Hegre (Røros, 23 novembre 1982) è un ex giocatore di calcio a 5 ed ex calciatore norvegese, di ruolo pivot e centrocampista.

## Carriera
Hegre ha giocato con la maglia del Solør, per cui ha giocato nella Futsal Eliteserie. Ha disputato anche una partita per la Norvegia: il 31 marzo 2010 è stato infatti impiegato nella sfida vinta per 1-2 contro l'Irlanda.
Attivo anche nel calcio, ha vestito le maglie di Røros, NTNUI, Grorud e Grei.